# Un choix pour une vie meilleure

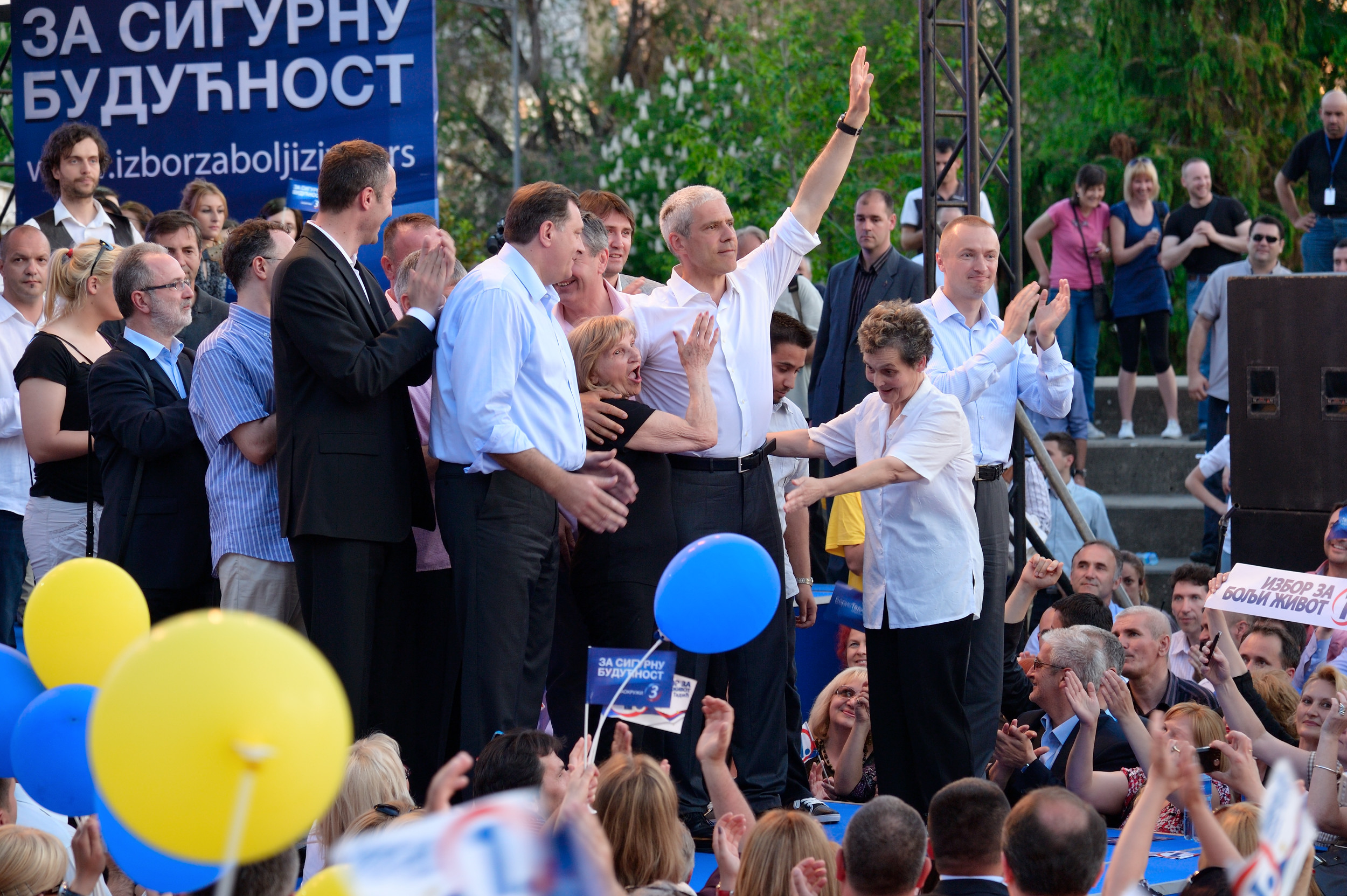
Convention de la coalition à Novi Sad avec Boris Tadić, Bojan Pajtić, Igor Pavličić et Milorad Dodik, élections de 2012

Un choix pour une meilleure vie (en serbe cyrillique : Избор за бољи живот ; en serbe latin : Izbor za bolji život) est une coalition politique qui a participé aux élections législatives serbes de 2012.

## Formation
La coalition a été constituée autour du Parti démocratique (DS) du président de Serbie Boris Tadić. Un accord de coalition a été signé le 15 mars 2012. Outre le DS, il rassemblait le Parti social-démocrate de Serbie, nouvellement fondé par Rasim Ljajić, la Ligue des sociaux-démocrates de Voïvodine de Nenad Čanak, les Verts de Serbie, la Ligue démocratique des Croates de Voïvodine et le Parti démocrate-chrétien de Serbie de Vladan Batić.

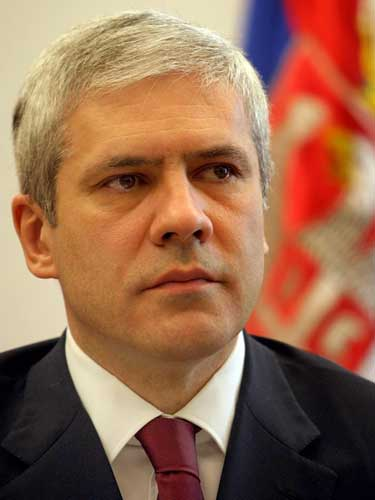
Boris Tadić
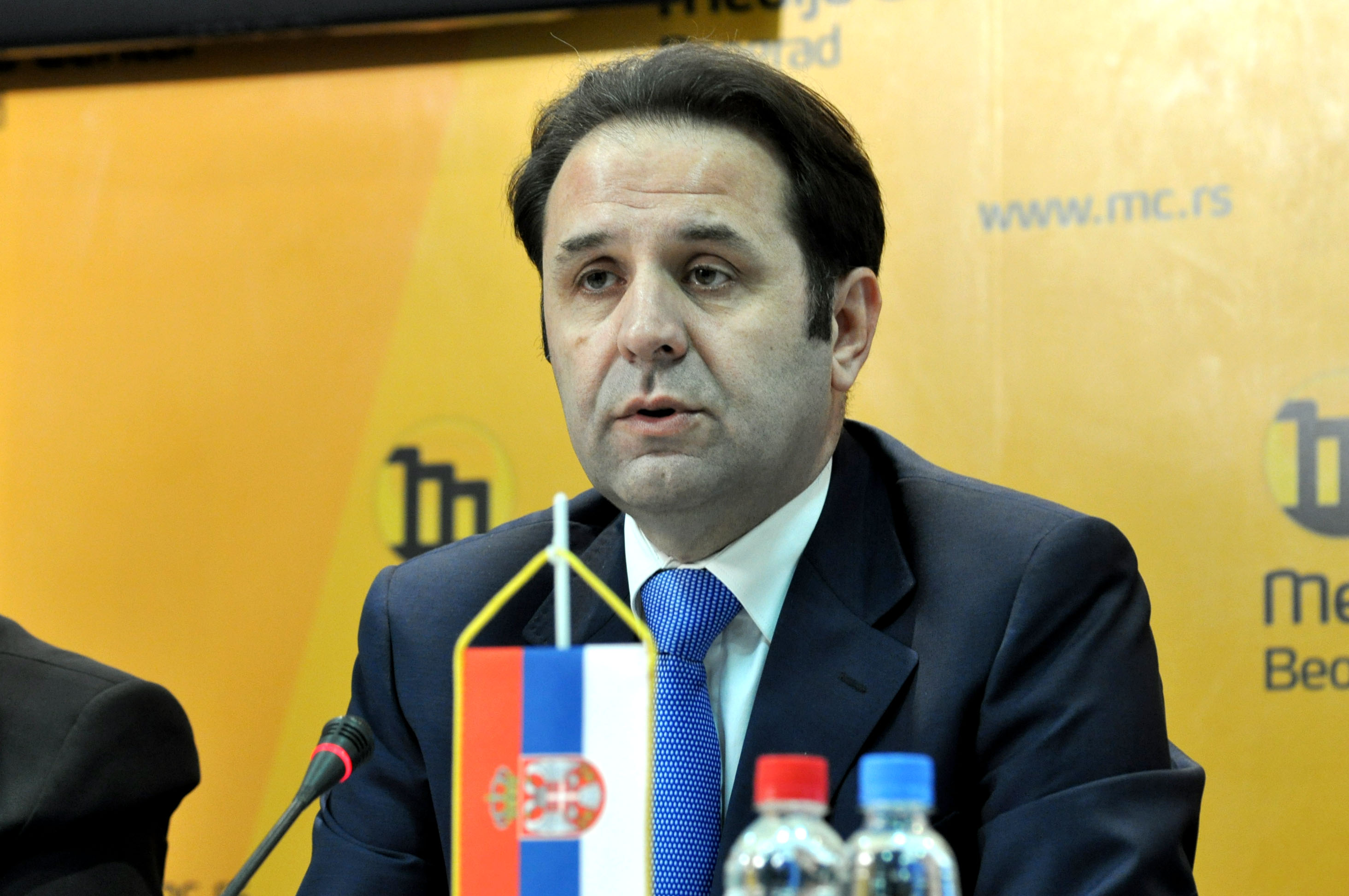
Rasim Ljajić
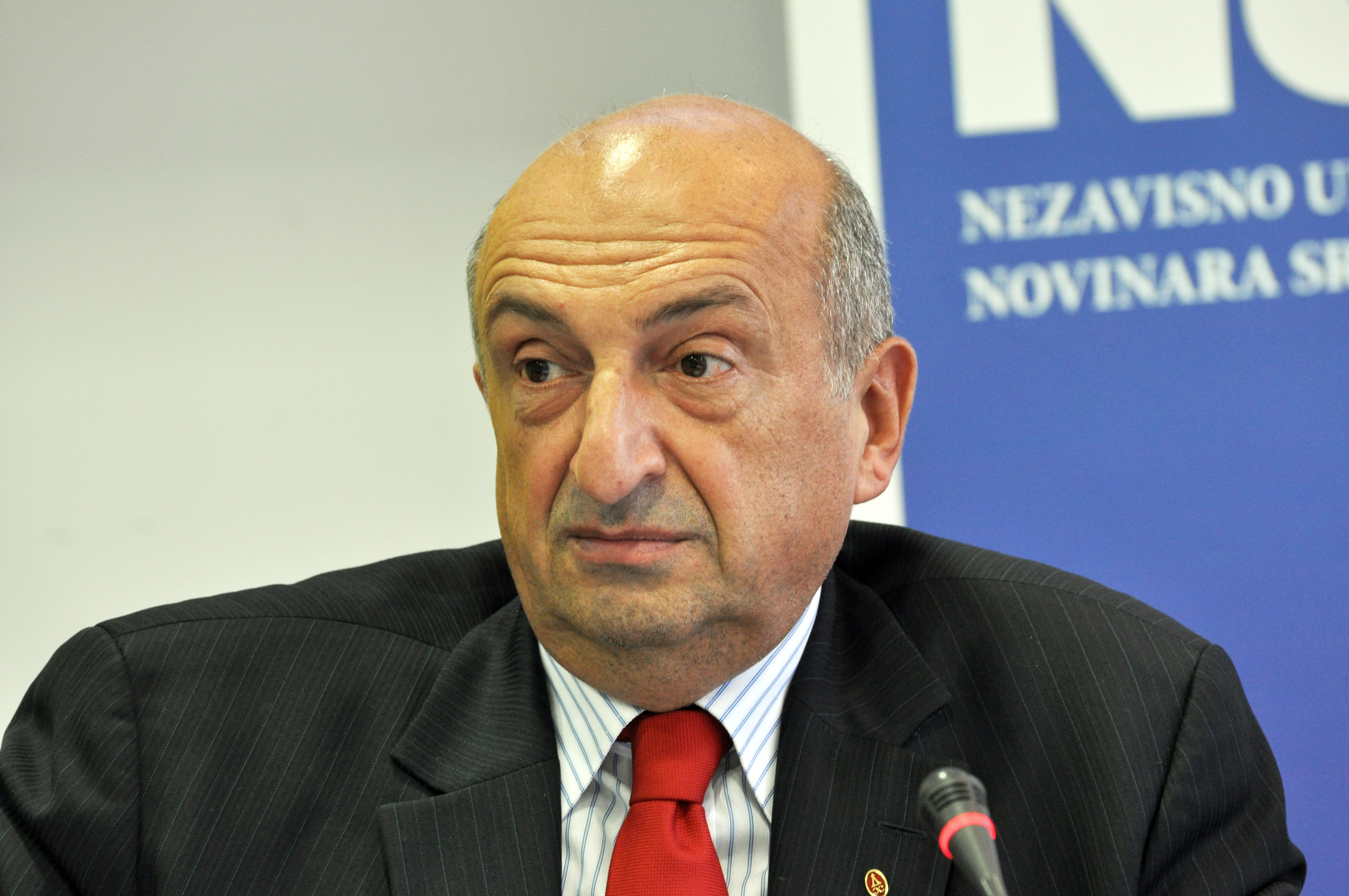
Vladan Batić

## Résultats
Aux élections législatives, la coalition, qui présentait 250 candidats, a recueilli 863 294 voix, soit 22,06 % des suffrages, ce qui lui a valu 67 sièges dans l'Assemblée nationale de Serbie.